# با (جزيرة)
با (بالإنجليزية: Bau)‏ هي جزيرة صغيرة تتبع جمهورية فيجي.

## الموقع
تقع على بعد بضع مئات من الأمتار من الساحل الشرقي لأكبر جزيرة من جزر فيجي ألا وهي جزيرة فيتي ليفومساحة جزيرة با حوالي 8 هكتار، يسكنها قرابة 3000 نسمة.